# Trzy Lipy (Kętrzyn)
Trzy Lipy (deutsch Rasthöhe) ist ein Ort in der polnischen Woiwodschaft Ermland-Masuren. Er gehört zur Gmina Kętrzyn (Landgemeinde Rastenburg) im Powiat Kętrzyński (Kreis Rastenburg).

## Geographische Lage
Trzy Lipy liegt in der nördlichen Mitte der Woiwodschaft Ermland-Masuren, ein Kilometer westlich der Stadt Kętrzyn (deutsch Rastenburg).

## Geschichte
Der Ort Rasthöhe wurde 1893 als Ziegelei gegründet und war bis 1945 ein Wohnplatz innerhalb der Stadt Rastenburg in Ostpreußen. Im Jahre 1905 zählte Rasthöhe 51 Einwohner.
Nach der Abtretung des gesamten südlichen Ostpreußen 1945 an Polen bekam Rasthöhe die polnische Namensform „Trzy Lipy“. Heute ist der Ort ein Teil der Landgemeinde Kętrzyn (Rastenburg) im Powiat Kętrzyński (Kreis Rastenburg), von 1975 bis 1998 der Woiwodschaft Olsztyn, seither der Woiwodschaft Ermland-Masuren zugehörig.

## Kirche
Bis 1945 war Rasthöhe evangelischerseits wie auch römisch-katholischerseits in die Stadt Rastenburg eingepfarrt. Die gleiche Bindung besteht auch heute noch für Trzy Lipy, wobei die Stadt Kętrzyn jetzt zur Diözese Masuren der Evangelisch-Augsburgischen Kirche in Polen bzw. zum Erzbistum Ermland gehört.

## Verkehr
Durch Trzy Lipy verläuft die Woiwodschaftsstraße 594 von Kętrzyn über Reszel (Rößel) nach Bisztynek (Bischofstein). Kętrzyn ist die nächste Bahnstation und liegt an der nur noch ab Korsze (Korschen) befahrenen Bahnstrecke Głomno–Białystok.